# 日吉神社 (昭島市)
日吉神社（ひよしじんじゃ）は、東京都昭島市拝島町にある神社。地名を冠して拝島日吉神社（はいじまひよしじんじゃ）とも呼ばれる。

## 概要
拝島駅の南方、国道16号（八王子街道）の南方近隣、普明寺および昭島市立拝島第一小学校と、普明寺の大日堂および拝島大師に挟まれる形で鎮座している。
創建は天正年間（1573年-1591年）頃、隣接する大日堂を再興する折に旧・拝島村の総鎮守「山王社」として現在地に建立されたと伝わる。
寛保元年（1741年）9月5日には宗源宣旨を受け、「山王大権現」の称号を賜り、その栄誉を記念して、氏子一人毎月一銭の積立が始まり、その積立によって明和4年（1767年）に社殿を再建修理し、神輿を新造して第1回目の祭礼を行った。これが現在も例祭（毎年9月）の前夜祭である榊の渡御（榊祭）として残っており、東京都の無形民俗文化財に指定されている。
明治2年（1869年）の神仏分離によって「日吉神社」と改名した。

## 祭神
- 大山咋命
- 羽山戸命
- 香山戸命

## 文化財
- 日吉神社 例祭
  - 祭礼囃子 - 昭島市無形文化財。
  - 榊祭 - 東京都無形民俗文化財。
- 本殿彫刻、拝殿格天井花鳥画70面、板壁絵2面、幣殿杉戸絵4面 - 昭島市有形文化財。
- 大日堂境域及び日吉神社境域 - 東京都史跡。